# Dolenje Nekovo
Dolenje Nekovo je naselje v občini Kanal, ki je bilo ustanovljeno leta 2008 z odcepitvijo od naselja Ajba.